# Eois semipicta
Eois semipicta là một loài bướm đêm trong họ Geometridae.